# Nemesis - Zeița răzbunării (pictură de Gheorghe Tattarescu)
Acest articol dezvoltă secțiunea Opera a articolului principal Gheorghe Tattarescu.
 Nemesis - Zeița răzbunării  este o pictură realizată în anul 1853 de artistul român Gheorghe Tattarescu. Acest tablou s-a dorit un strigăt emoționant care a răbufnit ca urmare a concepțiilor sociale și umanitare pe care pictorul și le-a însușit în timpul studiilor pe care le-a făcut în capitala Italiei, în perioada anilor 1845 - 1851. Ideea realizării unui astfel de tablou i-a venit în timpul călătoriei pe care a facut-o în Turcia, la Brussa, în anul 1852. Aflându-se în orașul în care au fost exilați unii dintre revoluționarii români de la 1848, artistul a fost însoțit la mormântul pictorului Ion Negulici, care a fost conducătorul județului Prahova în Guvernul Provizoriu al Țării Românești de la 1848. De asemenea, întorcându-se la București, a aflat de moartea în închisoarea de la Buda a pictorului revoluționar Constantin Daniel Rosenthal. După doar câteva luni a aflat despre decesul prietenului său Nicolae Bălcescu la Palermo. Ca urmare, cel care l-a pictat la Paris pe Bălcescu în anul 1851, a decis să gândească o compoziție care să arate poporului român că astfel de crime nu vor mai rămâne nepedepsite.
Compoziția înfățișează o femeie în prim-planul unei pânze de mari dimensiuni, 105x165cm. Ea are o privire scrutătoare, o tunică cu falduri, aripi de heruvimi, ține în mâna dreaptă focul răzbunării și în cea stângă, ridicată către cer, o clepsidră. Femeia are peste ochi un văl subțire ce abia se vede, fapt care indică determinarea de a lovi fără cruțare pe cei vinovați.
Planul al doilea este ocupat de Abel care zace mort în partea dreaptă și fraticidul fioros Cain care fuge în partea stângă. Fundalul este ocupat de imensitatea mării albastre. Țărmul Mării Mediterane pare a fi sugerat de unele clădiri figurate, poate chiar orașul Palermo unde a murit Bălcescu. Pentru ca înțelesul alegoriei să fie și mai evident, Gheorghe Tattarescu și-a intitulat tabloul - Nemesis - Zeița Răzbunării. Acest nume, a precizat Jacques Wertheimer-Ghika, îi amintea clipele pe care le-a trăit la Paris împreună cu Nicolae Bălcescu la clubul revoluționarilor Nemesis.
Acest tablou a fost terminat la începutul anului 1853 și a fost ultimul omagiu pe care Gheorghe Tattarescu l-a adus întregii mișcări revoluționare din principatele românești și a eroilor de la 1848.